# Laire
Laire ist eine französische Gemeinde mit 410 Einwohnern (Stand: 1. Januar 2022) im Département Doubs in der Region Bourgogne-Franche-Comté.

## Geographie
Laire liegt auf 380 m, etwa sieben Kilometer nordwestlich der Stadt Montbéliard (Luftlinie). Das Dorf erstreckt sich nordwestlich des Beckens von Montbéliard und nördlich des Doubstals, auf einem Plateau am Westrand der Höhen des Grand Bois.
Die Fläche des 3,17 km² großen Gemeindegebiets umfasst einen Abschnitt der gewellten Landschaft nördlich des Doubstals. Der westliche Teil des Gebietes wird vom Plateau von Laire eingenommen, das durchschnittlich auf 390 m liegt. Es ist überwiegend von Acker- und Wiesland bestanden. Nach Südosten erstreckt sich das Gemeindeareal in das ausgedehnte Waldgebiet des Grand Bois (bis 420 m), in dem mit 462 m die höchste Erhebung von Laire erreicht wird. Das gesamte Areal zeigt keine oberirdischen Fließgewässer, weil das Niederschlagswasser im verkarsteten Untergrund versickert.
Nachbargemeinden von Laire sind Verlans und Tavey im Norden, Vyans-le-Val im Osten, Montbéliard und Raynans im Süden sowie Aibre und Trémoins im Westen.

## Geschichte
Die erste urkundliche Erwähnung von Laire erfolgte im Jahr 1231 unter dem Namen Layr. Seit dem Mittelalter gehörte Laire zum Herrschaftsgebiet der Grafen von Montbéliard. Die Herren von Héricourt hatten ebenfalls Grundbesitz auf dem Gemeindegebiet. Mit der Annexion der Grafschaft Württemberg-Mömpelgard (Montbéliard) gelangte das Dorf 1793 endgültig in französische Hand. Heute ist Laire Teil des Gemeindeverbandes Pays d’Héricourt.

## Bevölkerung
| Jahr                       | 1962 | 1968 | 1975 | 1982 | 1990 | 1999 | 2005 | 2018 |
| Einwohner                  | 106  | 119  | 175  | 271  | 243  | 314  | 364  | 403  |
| Quellen: Cassini und INSEE |      |      |      |      |      |      |      |      |

Mit 410 Einwohnern (Stand 1. Januar 2022) gehört Laire zu den kleinen Gemeinden des Départements Doubs. Nachdem die Einwohnerzahl in der ersten Hälfte des 20. Jahrhunderts stets im Bereich zwischen 85 und 115 Personen gelegen hatte, wurde seit Beginn der 1970er Jahre ein markantes Bevölkerungswachstum verzeichnet. Seither hat sich die Einwohnerzahl verdreifacht.

## Wirtschaft und Infrastruktur
Laire war bis weit ins 20. Jahrhundert hinein ein vorwiegend durch die Landwirtschaft (Ackerbau, Obstbau und Viehzucht) und die Forstwirtschaft geprägtes Dorf. Daneben gibt es heute einige Betriebe des lokalen Kleingewerbes. Mittlerweile hat sich das Dorf auch zu einer Wohngemeinde gewandelt. Viele Erwerbstätige sind deshalb Wegpendler, die in der Agglomeration Montbéliard ihrer Arbeit nachgehen.
Die Ortschaft liegt abseits der größeren Durchgangsstraßen an einer Departementsstraße, die von Héricourt nach Sainte-Marie führt. Der nächste Anschluss an die Autobahn A36 befindet sich in einer Entfernung von ungefähr 14 Kilometern.